# Erik Forssell
Erik Forssell (* 30. Januar 1982 in Skellefteå) ist ein ehemaliger schwedischer Eishockeyspieler, der über viele Jahre für den Skellefteå AIK und die Malmö Redhawks in der Svenska Hockeyligan (SHL) aktiv war. Seit 2019 ist er General Manager beim Skellefteå AIK.

## Karriere
Forssell begann seine Karriere in der Saison 1999/00 in die Nachwuchsmannschaft von Skellefteå AIK in der Juniorenliga SuperElit. Zur folgenden Spielzeit wechselte er innerhalb der Liga in das U20-Team des IF Björklöven, ehe er ab der Saison 2001/02 regelmäßig für die erste Mannschaft in der zweitklassigen Allsvenskan auf dem Eis stand. Dort etablierte sich der Schwede in den folgenden Jahren als spielstarker Center und trat regelmäßig sowohl als Vorbereiter als auch als Torschütze in Erscheinung. In der Spielzeit 2006/07 spielte Forssell mit 43 Scorerpunkten seine punktbeste Saison in der Allsvenskan und konnte sich anschließend für einen Vertrag bei seinem ehemaligen Klub Skellefteå AIK empfehlen, für den er seit der Saison 2007/08 in der Elitserien aufläuft. 
In der Saison 2010/11 war der Linksschütze mit sieben Treffern der erfolgreichste Torschütze in den Play-offs und hatte damit maßgeblichen Anteil am Finaleinzug seiner Mannschaft, wo man jedoch dem Färjestad BK unterlag. Im folgenden Jahr stand Forsell mit seiner Mannschaft erneut im Finale um die Schwedische Meisterschaft, musste sich jedoch abermals geschlagen geben und unterlag diesmal Brynäs IF. In der Spielzeit 2012/13 hatte der Angreifer mit 60,3 % gewonnenen Bullys die beste Quote innerhalb Liga und gewann mit Skellefteå nach zwei aufeinander folgenden Finalteilnahmen schließlich die Meisterschaft als man im Play-off-Finale den Luleå HF in vier Spielen besiegte, wobei Forssell in 13 Partien insgesamt 10 Scorerpunkte markierte. Den Meisterschaftsgewinn konnte Skellefteå im folgenden Jahr wiederholen und setzte sich im Endspiel gegen Färjestad BK erneut in vier Spielen durch. 
Ab der Saison 2014/15 hatte Forssell das Amt des Mannschaftskapitäns bei Skellefteå, nachdem er bereits in den zwei Jahre zuvor als einer der Assistenzkapitäne fungierte. Die Hauptrunde beendete der Stürmer mit 35 Scorerpunkten und spielte damit seine bis dato punktbeste Spielzeit in der SHL.
2016 verließ er den SAIK und wurde für zwei Jahre von den Malmö Redhawks verpflichtet, wo er erneut Mannschaftskapitän war. Im November 2018 beendete er seine Spielerkarriere und wurde 2019 General Manager beim Skellefteå AIK.

## Erfolge und Auszeichnungen
- 2011 Vizemeisterschaft mit dem Skellefteå AIK
- 2012 Vizemeisterschaft mit dem Skellefteå AIK
- 2013 Schwedischer Meister mit dem Skellefteå AIK
- 2014 Schwedischer Meister mit dem Skellefteå AIK
- 2015 Vizemeisterschaft mit dem Skellefteå AIK
- 2016 Vizemeisterschaft mit dem Skellefteå AIK